# 1. deild 1989 (Islanda)
La 1. deild 1989 fu la 78ª edizione della massima serie del campionato di calcio islandese disputata tra il 15 maggio e il 24 settembre 1989 e conclusa con la vittoria del KA, al suo primo titolo.
Capocannoniere del torneo fu Hörður Magnússon (FH) con 12 reti.

## Formula
Come nella stagione precedente le squadre partecipanti furono dieci e si incontrarono in un turno di andata e ritorno per un totale di diciotto partite.
Le ultime due classificate retrocedettero in 2. deild karla.
Le squadre qualificate alle coppe europee furono tre: i campioni alla Coppa dei Campioni 1990-1991, la seconda alla Coppa UEFA 1990-1991 e i vincitori della coppa nazionale alla Coppa delle Coppe 1990-1991.

## Squadre partecipanti
| Club     | Città         | Stadio | Posizione 1988     |
| -------- | ------------- | ------ | ------------------ |
| Fram     | Reykjavík     |        | Campione d'Islanda |
| Keflavík | Keflavík      |        | 8°                 |
| Valur    | Reykjavík     |        | 2°                 |
| KR       | Reykjavík     |        | 5°                 |
| Víkingur | Reykjavík     |        | 7°                 |
| Þór      | Akureyri      |        | 6°                 |
| ÍA       | Akranes       |        | 3°                 |
| KA       | Akureyri      |        | 4°                 |
| FH       | Hafnarfjörður |        | 2. deild           |
| Fylkir   | Reykjavík     |        | 2. deild           |

## Classifica finale
|                    | Pos. | Squadra  | Pt | G  | V  | N | P  | GF | GS | DR  |
| ------------------ | ---- | -------- | -- | -- | -- | - | -- | -- | -- | --- |
| Islanda (bandiera) | 1.   | KA       | 34 | 18 | 9  | 7 | 2  | 29 | 15 | +14 |
|                    | 2.   | FH       | 32 | 18 | 9  | 5 | 4  | 27 | 17 | +10 |
|                    | 3.   | Fram     | 32 | 18 | 10 | 2 | 6  | 22 | 16 | +6  |
|                    | 4.   | KR       | 29 | 18 | 8  | 5 | 5  | 28 | 22 | +6  |
|                    | 5.   | Valur    | 28 | 18 | 8  | 4 | 6  | 21 | 15 | +6  |
|                    | 6.   | ÍA       | 26 | 18 | 8  | 2 | 8  | 20 | 21 | -1  |
|                    | 7.   | Þór      | 18 | 18 | 4  | 6 | 8  | 20 | 30 | -10 |
|                    | 8.   | Víkingur | 17 | 18 | 4  | 5 | 9  | 24 | 31 | -7  |
|                    | 9.   | Fylkir   | 17 | 18 | 5  | 2 | 11 | 18 | 31 | -13 |
|                    | 10.  | Keflavík | 15 | 18 | 3  | 6 | 9  | 18 | 29 | -11 |

Legenda:
      Campione d'Islanda e ammesso alla Coppa dei Campioni
      Ammesso alla Coppa delle Coppe
      Ammesso alla Coppa UEFA
      Retrocesso in 2. deild karla
Note:
Tre punti a vittoria, uno a pareggio, zero a sconfitta.

### Verdetti
- KA Campione d'Islanda 1989 e qualificato alla Coppa dei Campioni
- FH qualificato alla Coppa UEFA
- Fram qualificato alla Coppa delle Coppe
- Fylkir e Keflavík retrocesse in 2. deild karla.